# Saldanha Marinho (Rio Grande do Sul)
Saldanha Marinho é um município brasileiro do estado do Rio Grande do Sul.

## História
Oficialmente, a ocupação de Saldanha Marinho ocorreu em 1895, com a vinda de imigrantes alemães das colônias velhas. Os primeiros que adquiriram lotes e se estabeleceram foram as famílias Limberger, Keller, Balz, Barden, Birkhann, Metz, Dorf, Kuhn, Hermann, Neuwald, entre outras.
O nome do novo município, Saldanha Marinho, foi escolhido pela empresa colonizadora, em homenagem a Joaquim Saldanha Marinho, pernambucano de Olinda, nascido em 4 de maio de 1816.
O desenvolvimento do município baseou-se no trabalho e na dedicação de seu povo. No início a área era de mato, rico em pinheirais, e logo instalaram-se engenhos. O primeiro foi de Evaristo de Castro, membro da empresa colonizadora. Os imigrantes, dedicavam-se basicamente a agricultura e pecuária de subsistência.
O Município foi criado pela lei 8593 de 09/05/1988 e instalado em 01/01/1989. O município é formado pelos distritos de Campinas, Esquina Bom Jesus, Santa Teresa, São Miguel, São Lourenço, Passo da Felipa, Alto Jacuí, São Roque, Mato Branco e Colonia Nova.
Com 2982 habitantes em 2007, sua taxa de crescimento populacional foi de -1,03% ao ano entre 2000 e 2007 (Dados do IBGE)

## Geografia
Localiza-se a uma latitude 28º23'36" sul e a uma longitude 53º05'41" oeste, estando a uma altitude de 525 metros.
Possui uma área de 220,72 km² e sua população estimada em 2004 era de 3 126 habitantes.